# 東洋大学京北中学高等学校
東洋大学京北中学高等学校（とうようだいがくけいほくちゅうがく・こうとうがっこう）は、東京都文京区白山に所在し、中高一貫教育を提供する私立中学校・高等学校。

## 概要
東洋大学（哲学館）を開校した井上円了によって1898年（明治31年）に開校した。
戦後の1951年（昭和26年）、東洋大学から分離。2011年（平成23年）、学校法人東洋大学と再統合し、同法人の設置校となった。
2015年（平成27年）に新校舎に移転すると同時に男女共学に移行した。

## 沿革
- 1898年 - 京北尋常中学校設立許可、京北学園創立。東洋大学を開校した井上円了が校長に就任（1906年まで）。
- 1899年 - 京北中学校として開校。開校式挙行。
- 1935年 - 京実文庫・三島文庫開設により図書館設置。
- 1945年3月10日 - 東京大空襲により校舎焼失。
- 1947年4月1日 - 学制改革により新制中学校へ移行。東京都の委託を受けて一時京実中学校を設置。
- 1948年4月1日 - 新制高校へ移行、京北高等学校開校。
- 1951年 - 東洋大学から分離独立、学校法人京北学園となる。
- 1984年 - ブレザー式制服に改定。
- 1986年 - 高校に井上円了賞を設置。
- 2011年 - 京北学園が学校法人東洋大学に再統合され、同法人の設置校となる。東洋大学赤羽台キャンパス（旧北区立赤羽台中学校）へ仮移転。
- 2015年 - 白山（東洋大学白山第2キャンパス）へ再移転[2]。学校名を「東洋大学京北中学・高等学校」に変更し、共学化。

## 年間行事
- 4月 入学式
- 5月 定期考査
- 6月 英語検定
- 7月 定期考査
- 10月 定期考査、英語検定
- 12月 定期考査
- 1月 センター試験、英語検定
- 2月 入学試験、定期考査、国立大学2次試験
- 3月 卒業式

## 部活動
2015年度の新校舎移転に伴い伝統的な部活の廃部や、国際化に向けた新部の創設などが多く行われた（水泳部や弦楽、囲碁将棋の廃部、吹奏楽や茶道部の新設など）。

### 運動部
男子バスケットボール部、女子バスケットボール部、剣道部、卓球部、サッカー部、競走部、バドミントン部、軟式野球部、バレーボール部（男子は高校のみ）、フットサル部（高校のみ）、ダンス部（高校のみ）、トレーニング部
京北中学校・高等学校時代は東京のバスケットボールの名門校として知られていた。高校男子バスケットボール部が1973年・2013年のインターハイ、1978年・1984年の選抜大会で優勝を果たしている。中学男子バスケットボール部は全国中学校バスケットボール大会にて1999年 、2009年に優勝し、2007年 、2008年に準優勝している。

### 文化部
家庭科部、音楽部（吹奏楽、合唱）、美術部、演劇部、英語部、理科部、華道部、茶道部、文芸報道部、園芸部、かるた同好会

## 著名な卒業生

### 旧制・京北中学校時代
- 宇井伯寿（インド哲学者、仏教学者、駒澤大学学長、文化勲章、日本学士院会員）
- 阿部次郎（哲学者、美学者、東北帝国大学教授）
- 飯田蛇笏（俳人）
- 黒澤酉蔵（実業家・教育者・環境運動家、雪印乳業・酪農学園大学創始者、衆議院議員/「日本酪農の父」、勲一等瑞宝章）
- 藤村操（一高生 / 華厳滝で自殺）
- 半田孝海（僧侶）
- 鈴木貞一（陸軍中将、企画院総裁）
- 森川葵村（詩人、実業家、北洋火薬社長）
- 高田利種（海軍少将、海軍省軍務局次長、連合艦隊参謀副長 / のち水交会副会長）
- 藤原義江（オペラ歌手）
- 日夏耿之介（英文学者、詩人、早稲田大学教授・青山学院大学教授）
- 川又克二（実業家、日産自動車社長・会長、日本自動車工業会初代会長、勲一等瑞宝章）
- 岩淵悦太郎（国立国語研究所所長、国語審議会部会長・放送文化賞）
- 佐田豊（俳優）
- 水谷達夫（ピアニスト、東京芸術大学教授）
- 武田泰淳（文学者、小説家）
- 新井正明（実業家、住友生命会長・名誉会長、松下政経塾理事長）
- 松村明（東京大学名誉教授、大辞林・大辞泉編集長）
- 奈良靖彦（外交官、駐カナダ大使、ベトナム大使、シンガポール大使、ブラジル大使、メリルリンチ東京支店顧問）
- 大竹省二（写真家）
- 鹿村美久（実業家、富士瓦斯紡績社長）
- 松田耕平（実業家、東洋工業社長、広島東洋カープ・オーナー、野球殿堂入り）
- 鈴木精二（実業家、三菱化成会長）
- 植木等（コメディアン）
- 桶谷秀昭（文芸評論家）

### 京北中学校・高等学校時代
- 高木ブー（コメディアン）
- 坂田栄一郎（写真家 / 雑誌「AERA」の表紙の写真をとるカメラマンとして有名。アルル名誉市民賞、土門拳賞、日本写真協会作家賞）
- 水森英夫（作曲家、小説家 / 氷川きよしの師として有名）
- 結城昭二（バスケットボール選手 / 左利きのシューターとして活躍。モントリオールオリンピックに出場。NBA解説者）
- 河内敏光（bjリーグコミッショナー、元バスケットボール選手、元日本代表選手、元日本代表監督）
- 尾崎雅彦（元競輪選手、住職、中退）
- 松井章圭（実業家、極真会館館長、空手家)
- 近衛龍春（歴史小説作家）
- 矢野通（プロレスラー）
- 杉山紀彰（声優 / 代表作はNARUTO -ナルト-のうちはサスケ）
- 勝又英樹（プロバスケットボール選手（bjリーグ・大阪エヴェッサ所属）
- 末廣潤（プロバスケットボール選手、ライジング福岡）
- 河内修斗（プロバスケットボール選手・指導者）
- 田渡修人（プロバスケットボール選手、サンロッカーズ渋谷）
- 田渡凌（プロバスケットボール選手、広島ドラゴンフライズ）
- 伊藤達哉 (バスケットボール)（プロバスケットボール選手、名古屋ダイヤモンドドルフィンズ）